# Xã Driftwood, Quận Rawlins, Kansas
Xã Driftwood (tiếng Anh: Driftwood Township) là một xã thuộc quận Rawlins, tiểu bang Kansas, Hoa Kỳ. Năm 2010, dân số của xã này là 74 người.